# جوردن ستيوارت (لاعب كرة قدم بريطاني)
جوردن ستيوارت (بالإنجليزية: Jordan Stewart)‏ (5 مارس 1996 باسكتلندا في المملكة المتحدة - ) هو لاعب كرة قدم بريطاني في مركز الوسط. لعب مع نادي سانت ميرين.

## وصلات خارجية
- جوردن ستيوارت (لاعب كرة قدم بريطاني) على موقع قاعدة بيانات كرة القدم.إي يو (الإنجليزية)
- جوردن ستيوارت (لاعب كرة قدم بريطاني) على موقع Soccerbase.com (لاعب) (الإنجليزية)
- جوردن ستيوارت (لاعب كرة قدم بريطاني) على موقع Soccerway.com (الإنجليزية)